# Elyse Levesque
Elyse Marie Levesque (ur. 10 września 1985) – kanadyjska aktorka, która wystąpiła m.in. w filmie Zabawa w pochowanego i serialu Gwiezdne wrota: Wszechświat.

## Wybrana filmografia

### Filmy
| Rok  | Tytuł                               | Rola              | Uwagi |
| ---- | ----------------------------------- | ----------------- | ----- |
| 2007 | Normal                              | Marcy             |       |
| 2012 | Slumber Party Slaughter             | Nadia             |       |
| 2012 | In Return                           | Lola              |       |
| 2013 | Sons of Liberty                     | Rourke            |       |
| 2015 | Fishing Naked                       | Amy               |       |
| 2015 | Spare Change                        | Lily Horowitz     |       |
| 2019 | Zabawa w pochowanego                | Charity Le Domas  |       |
| 2020 | The Big Ugly                        | Jackie            |       |
| 2020 | The Corruption of Divine Providence | Danielle Seraphin |       |
| 2022 | The Darker the Lake                 | Tamara            |       |
| 2022 | Doula                               | Janet             |       |
| 2023 | Disquiet                            | Monica            |       |

### Seriale telewizyjne
| Rok     | Tytuł                       | Rola              | Uwagi                     |
| ------- | --------------------------- | ----------------- | ------------------------- |
| 2007    | Tajemnice Smallville        | Casey Brock       | 2 odcinki                 |
| 2009–11 | Gwiezdne wrota: Wszechświat | Chloe Armstrong   | główna rola (40 odcinków) |
| 2013–15 | Cedar Cove                  | Maryellen Sherman | 23 odcinki                |
| 2014    | The Originals               | Genevieve         | 12 odcinków               |
| 2014    | Transporter                 | Zara Knight       | 2 odcinki                 |
| 2016    | Kwarantanna                 | Dr. Rita Sanders  | 2 odcinki                 |
| 2016    | Shoot the Messenger         | Daisy Channing    | główna rola               |
| 2017    | Orphan Black                | Detektyw Engers   | 6 odcinków                |
| 2017    | Legends of Tomorrow         | Ginewra           | odcinek "Camelot/3000"    |
| 2020-21 | Śledczy do pary             | Willow Maitland   | 3 odc.                    |
| 2022    | Quantum Leap                | Lola Gray         | 2 odc.                    |

Levesque wystąpiła ponadto w szeregu filmów telewizyjnych i krótkometrażowych oraz pojawiła się w pojedynczych odc. wielu innych seriali, m.in. The Good Doctor i Uwaga, faceci!